# Mussa Demes
Mussa de Jesus Demes (Floriano, 8 de dezembro de 1939 - Fortaleza, 5 de novembro de 2008) foi um contabilista, advogado e político brasileiro, outrora deputado federal pelo Piauí.

## Dados biográficos

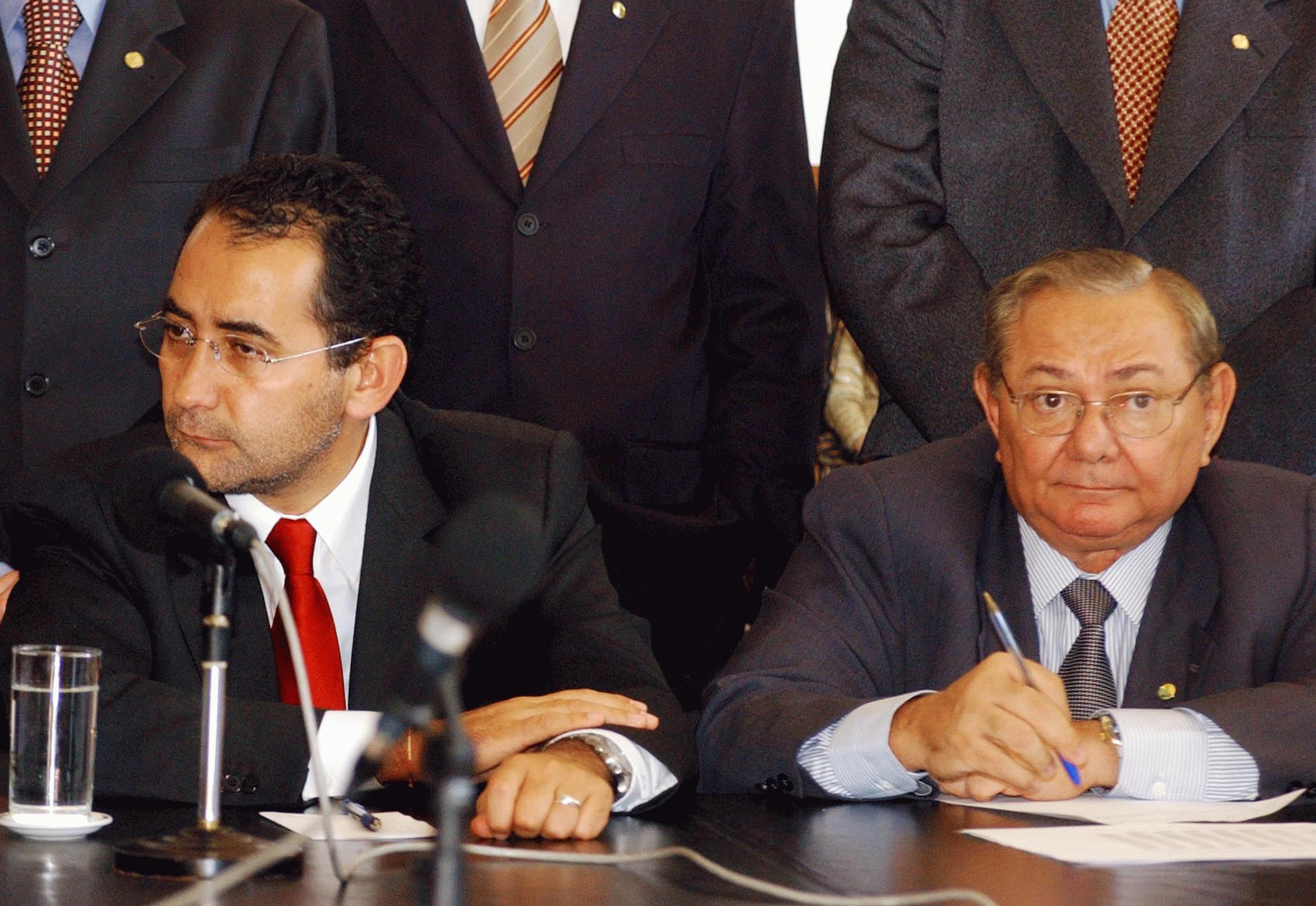
Mussa Demes, à direita de João Paulo Cunha.

Filho do imigrante sírio Jacob Demes e Maria da Paixão Rego, formou-se técnico em Contabilidade na Escola Técnica do Comércio do Piauí aos dezoito anos. Advogado formado na Universidade Federal do Piauí em 1962 e fiscal de Tributos Federais, foi secretário de Fazenda do Ceará no governo Manuel de Castro e no Piauí durante o primeiro governo Hugo Napoleão e secretário de Administração no governo Freitas Neto.
Sua primeira filiação ocorreu na legenda do PDS e a seguir ao PFL sendo eleito deputado federal em 1986, 1990, 1994, 1998, 2002 e 2006. Foi presidente regional do PFL antes do surgimento dos Democratas. Faleceu em Fortaleza, em novembro de 2008, vítima de câncer de pulmão, aos 68 anos.